# Pennahia pawak
Pennahia pawak és una espècie de peix de la família dels esciènids i de l'ordre dels perciformes present a l'oceà Pacífic occidental: des de Taiwan fins al sud de la Xina, el golf de Siam i el sud-oest de l'illa de Java.
És un peix marí, de clima tropical i bentopelàgic.
Els mascles poden assolir 22 cm de longitud total.
Menja crustacis petits.
És inofensiu per als humans.